# Pascal Salin

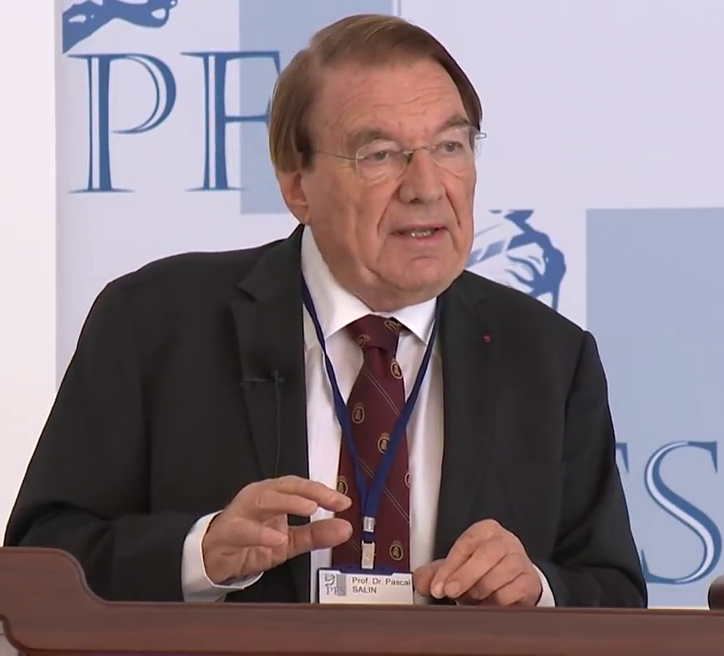
Pascal Salin, 2018

Pascal Salin (* 16. Mai 1939 in Paris) ist ein französischer Ökonom der Wiener Schule und ehemaliger Universitätsprofessor an der Universität Paris-Dauphine. Er ist ehemaliger Präsident der Mont Pelerin Society (1994–1996). Weiterhin ist er adjunct scholar am Ludwig von Mises Institute in Auburn (Alabama). Die Schwerpunkte seiner Forschung sind Finanzwissenschaft und Geldtheorie. Er ist einer der bekanntesten französischen Vertreter der Österreichischen Schule.

## Leben
Salin wurde am 16. Mai 1939 in Paris geboren. Er studierte zunächst an der juristischen Fakultät der Universität Bordeaux. Anschließend verfolgte er wirtschaftswissenschaftliche Studien am Institut d’études politiques de Paris. Nach dem Diplom promovierte er und schloss ein Studium der Soziologie mit der licence ab.
Seine wissenschaftliche Laufbahn begann er als Assistent in Paris von 1961 bis 1966. 1967 wurde er maître de conférences an den Universitäten Poitiers und Nantes. 1970 wurde er Professor an der Universität Paris-Dauphine, wo er bis 2007 lehrte. Er leitet das Centre de Recherche en Théorie Economique Jean-Baptiste Say.
Zu seinen Schülern zählen François Guillaumat, Bertrand Lemennicier und Cécile Philippe.
Er arbeitete als Berater für den Internationalen Währungsfonds, die Regierung von Niger, die Ernährungs- und Landwirtschaftsorganisation der UNO (FAO) und das Harvard Institute for International Development.
Zwischen 1994 und 1996 war er Präsident der Mont Pelerin Society. Er sitzt im akademischen Beirat des Liberalen Instituts in Zürich.

## Lehren
Der Schwerpunkt seiner Arbeit liegt in den Bereichen Finanzpolitik und Geldpolitik. Er stellt sich insbesondere gegen narrow banking und verteidigt Free Banking.
Seine Arbeiten sind neben den französischen Liberalen vor allem von der Österreichischen Schule beeinflusst: Frédéric Bastiat, Ludwig von Mises und Friedrich Hayek. Dabei vertritt er minarchistische und anarchokapitalistische Positionen, die er aus naturrechtlicher Sicht begründet. Den Utilitarismus lehnt er strikt ab.
Er publiziert regelmäßig in Le Québécois Libre. Seine Hauptwerke sind La Verité sur la monnaie (1990), Macro-économie (1991), L'Arbitraire fiscal (1996), Libéralisme (2000) und Français, n'ayez pas peur du libéralisme! (2007).
In der Europapolitik ist er für die Bolkestein-Richtlinie. Die EU-Verfassung von 2004 lehnt er ab.

## Auszeichnungen
- Ritter der Ehrenlegion (1988)
- Offizier des Ordre national du Mérite (2003)
- Offizier des Ordre des Palmes Académiques (1988)
- Ritter des Ordre des Arts et des Lettres (1987)
- Prix Renaissance de l’économie für L’arbitraire fiscal (1986).
- Prix de la Liberté, Liberalni Institut Annual Award for the Contribution to the Proliferation of Liberal Thinking and Making Ideas of Liberty, Private Property, Competition and the Rule of Law Come True, Prag (2003).

## Bibliographie

### Werke
- Pourquoi la capitalisation pour la France. In: José Piñera (Hrsg.): Le Taureau par les Cornes. Comment résoudre la crise des retraites. Institut Charles Coquelin, Paris 2008, ISBN 978-2-915909-18-0, S. 116–124.
- Français, n'ayez pas peur du libéralisme. Odile Jacob, Paris 2007, ISBN 978-2-7381-1962-9.
- Présence de Jacques Rueff. Omnibus Plon, 2003, ISBN 2-259-02077-1 (in Zusammenarbeit mit François Bourricaud).
- Libre-échange. In: Que sais-je ?, n° 3636. Presses Universitaires de France, Paris 2002, ISBN 2-13-052750-7.
- Libéralisme. Odile Jacob, Paris 2000, ISBN 2-7381-0809-1.
- L'Arbitraire fiscal — ou comment sortir de la crise. Slatkine, 1996, ISBN 2-05-101486-8.
- La concurrence. In: Que sais je? n°. Presses Universitaires de France, Paris 1995, ISBN 2-13-046677-X.
- Libre-échange et protectionnism. In: Que sais-je ?, n° 1032. Presses Universitaires de France, Paris 1991, ISBN 2-13-044007-X.
- Macroéconomie. Presses Universitaires de France, Paris 1991, ISBN 2-13-043530-0.
- La vérité sur la monnaie. Odile Jacob, Paris 1990, ISBN 2-7381-0098-8.
- L'arbitraire fiscal. Robert Laffont, 1989, ISBN 2-221-04845-8.
- L'ordre monétaire mondial. Presses Universitaires de France, Paris 1982, ISBN 2-13-037381-X.
- L'unité monétaire au profit de qui? Economica, Paris 1980 (mit einem Vorwort von Friedrich von Hayek).
- mit Georges Lane: Inflation in France. In: L.B. Krause, W.S Salant (Hrsg.): Worldwide Inflation Theory and Recent Experience. The Brookings Institution, Washington D.C. 1977, ISBN 0-8157-5029-3, S. 545–587.
- Optica Report 1976 : Inflation and Exchange Rates Evidence and Policy Guidelines for the European Community. Commission of European Communities, 10. Februar 1977.
- mit Marc Giboin und Jean-Dominique Lafay: Le Franc contre l'expansion. Cujas, Paris 1969.
- Une contribution à la théorie du revenu permanent. Presses Universitaires de France, Paris 1965.

### Festschriften
- Mathieu Laine, Jörg Guido Hülsmann (Hrsg.): L'homme libre : Mélanges en l'honneur de Pascal Salin. Les Belles Lettres, Paris 2006, ISBN 2-251-44314-2.